# Valle de Zaragoza
Valle de Zaragoza é uma cidade do estado de Chihuahua, no México.